# Хозачу
Хозачу (чечен. Хьоза-чу) — село в Итум-Калинском районе Чеченской Республики. Входит в состав Хилдехаройского сельского поселения.

## География
Село расположено в бассейне реки Кериго, к юго-западу от районного центра Итум-Кали.

## История
В 1944 году коренное население ЧИ АССР было выселено. После восстановления ЧИ АССР чеченцам было запрещено возвращаться в свои исконные районы: Галанчожский, Шатойский и Итум-Калинский.

## Население
| 2010 |
| ---- |
| 0    |